# Francisco Palau
Francisco de Jesus Maria José Palau y Quer foi um sacerdote carmelita espanhol fundador de duas congregações de irmãs carmelitas. Foi beatificado pelo Papa João Paulo II no dia 24 de abril de 1988.

## Vida e obras
Estudou filosofia no seminário de Lérida e depois entrou para a Ordem dos Carmelitas Descalços. Foi ordenado sacerdote em 1836. Trabalhou na França de 1840 a 1851. Ao retornar ao seu país dedicou-se à pregação e às missões populares, especialmente em Barcelona e nas Ilhas Baleares. Entre os anos 1860-1861 organizou grupos femininos, que deram origem às Congregações das Irmãs Carmelitas Missionárias Teresianas e das Irmãs Carmelitas Missionárias. Fundou também uma família de Irmãos da Caridade, que acabou desaparecendo ao longo do tempo.